# Parsingguran I
Parsingguran I is een bestuurslaag in het regentschap Humbang Hasundutan van de provincie Noord-Sumatra, Indonesië. Parsingguran I telt 924 inwoners (volkstelling 2010).